# -oza
Sufiks -oza se koristi u biohemiji da se obrazuju nazivi šećera. Ovaj latinski sufiks znači „pun”, „obiluje”, „dato”. Postoje brojni sistemi za detaljnije imenovanje specifičnihz šećera.
Monosaharidi, najjednostavniji šećeri, mogu se nazvati prema broju atoma ugljenika u svakom molekulu šećera: pentoza je monosaharid sa pet ugljenika, a heksoza je monosaharid sa šest ugljenika. Aldehidni monosaharidi se mogu nazvati aldozama; ketonski monosaharidi se mogu nazvati ketozama.
Veći šećeri kao što su disaharidi i polisaharidi mogu se nazvati tako da odražavaju njihove kvalitete. Laktoza, disaharid koji se nalazi u mleku, dobio je ime od latinske reči za mleko u kombinaciji sa sufiksom šećera; njegovo ime znači „mlečni šećer”. Polisaharid koji čini biljni skrob naziva se amiloza, ili „skrobni šećer“.
Postoje ove teorije o poreklu sufiksa -oza:
- Izvodi se od glukoze, važne heksoze čije ime potiče od grčkog γλυκύς = „slatko”.
- Izvedeno od saharoze, čije ime potiče od latinskog lat. sucrum = „šećer” plus uobičajeni latinski sufiks koji formira pridev -ōsus; Latinski sucrosus bi značio „šećer“.